# Scatorbia
Le Scatorbia ou encore Fosso Scatorbia est un ruisseau de la province de Pérouse, de la région Ombrie en Italie et un affluent du fleuve le Tibre.

## Description
le Scatorbia prend sa source au mont Fumo dans les Apennins, à une hauteur de 869 m, sa longueur est de 10 km et il devient affluent de gauche du fleuve Tibre à Città di Castello.